# Lillington (Észak-Karolina)
Lilington város az USA Észak-Karolina államában. Lakosainak száma 4735 fő (2020. április 1.).

## Népesség
A település népességének változása:

| 2010 | 3 194 |
| 2020 | 4 735 |